# Proclossiana harperi
Proclossiana harperi är en fjärilsart som beskrevs av Gunder 1934. Proclossiana harperi ingår i släktet Proclossiana och familjen praktfjärilar. Inga underarter finns listade i Catalogue of Life.